# 采女氏
采女氏（うねめうじ）は、「采女」を氏の名とする氏族。姓（かばね）は始め采女臣、後に采女朝臣。采女の統括を担当した伴造氏族。

## 概要
『新撰姓氏録』では、「右京神別 天神 采女朝臣 石上朝臣同祖。神饒速日命六世孫の大水口宿禰の後」と記されている。もとは臣姓であったが、天武天皇13年（684年）に朝臣姓に改姓している。
飛鳥時代の采女摩礼志は、中臣御食子と高向宇摩とともに推古天皇崩御後の次期天皇に田村皇子を推した。
飛鳥時代の官吏である采女竹羅は、天武天皇10年に小錦下・遣新羅大使となった。同13年には三野王と新都の地を探すため信濃国に派遣された。八色の姓制定では朝臣の姓を賜っている。持統天皇3年頃死去。名は筑羅、竹良とも。持統天皇3年12月25日に建立された采女氏塋域碑には「飛鳥浄原大朝庭大弁官直大弐采女竹良卿」と記されていたとされる。 
後に采女枚夫が正五位下に昇った。